# Omar Cardoso
Homar Henrique Nunes mais conhecido por Omar Cardoso (Ribeirão Preto, 30 de junho de 1921 — Campinas, 22 de novembro de 1978) foi um astrólogo, sociólogo, ensaísta, jornalista, empresário, conferencista, radialista e antropólogo brasileiro conhecido por suas visões e seu horóscopo, transmitido na televisão e rádio, sendo um dos maiores nomes da política positivista no Brasil e sendo considerado o maior astrólogo do Brasil de todos os tempos.
Astrólogo paulista nascido em Ribeirão Preto, suas previsões eram respeitadas em todo o território nacional através do programa Bom Dia, Mesmo, da Rádio Bandeirantes de São Paulo, que por sua vez era retransmitido por outra centena de emissoras. Seu horóscopo anual atingia a incrível tiragem de 300.000 exemplares, sendo que o diário era publicado em colunas que mantinha em 140 jornais.
Omar liderava ainda um grupo empresarial responsável pela produção de chaveiros, brindes, adesivos e até horóscopos computadorizados, usando a astrologia como instrumento de vendas e distribuídos em todo o território nacional.
Homar Henrique Nunes, seu nome de batismo, teve também importante passagem pela televisão e importantes personalidades do mundo político, artístico e dos negócios procuravam-no para consultas futurológicas. Interessado nas profecias de Nostradamus, Omar iniciou na carreira de astrólogo ainda na adolescência por influência de seu pai, Sadi Nunes. Estreou como locutor na Rádio Espírita aos 19 anos e, mais tarde, como animador do programa Caipiradas, pela Rádio São Paulo. Passou, em seguida, para as previsões astrais dos destinos dos ouvintes, fazendo-as de forma otimista e descontraída.
Sua ascensão como astrólogo se baseou em crescentes índices de audiência radiofônica, tornando-se então um célebre vidente. Em 1967, profetizou erroneamente que o Papa Paulo VI morreria no ano seguinte; a III Guerra Mundial eclodiria no Oriente Médio em 1973 e que, em 1977, a Ponte Preta de Campinas seria campeã paulista de futebol. Com a saúde abalada, Omar abandonou a televisão e montou um estúdio em sua chácara perto de Campinas, onde gravava os programas de rádio transmitidos posteriormente pela Bandeirantes. O astrólogo faleceu aos 57 anos, em 22 de novembro de 1978.

## Biografia
Antes mesmo de se tornar Astrólogo, Omar Cardoso fundou a cidade de Eldorado, no Mato Grosso do Sul. As terras pertenciam a ele e Paulo Burganissi.
Omar Cardoso foi, por muito tempo, o maior astrólogo do Brasil. Ele nasceu em Ribeirão Preto, em 1921, e seu nome de batismo era  Homar Henrique Nunes. Ele começou a estudar astrologia ainda garoto, adolescente, por influência de seu pai, que se chamava Sadi Nunes. Como locutor de rádio estreou aos 19 anos, na Rádio Espírita, e logo passou para a Rádio São Paulo,onde ficou por muitos anos. Teve crescentes índices de audiência. Ele era também um precursor do positivismo, Iniciava todos os seus programas de rádio , com a frase:"Todos os dias, sob todos os pontos de vista, vou cada vez melhor". Ele trabalhou em diversos jornais paulistas, em diversas emissoras de rádio e de televisão . Suas previsões eram respeitadas em todo o território nacional e ele o fazia  principalmente pelo programa"Bom Dia Mesmo".E seu horóscopo anual atingia a incrível tiragem de 300.000 exemplares. E ele também escrevia em 140 jornais. Liderava ainda um grupo empresarial, responsável pela produção de chaveiros, brindes, adesivos, e horóscopos computadorizados,usando a astrologia como instrumento de vendas e que eram distribuídos em todo o território nacional.
Também  teve programa de televisão, e suas orientações eram bastante seguidas. Apesar disso, errou algumas coisas e com isso foi duramente criticado,como  por ter dito que a lllª Guerra Mundial iria eclodir no Oriente Médio em 1973, o que felizmente não aconteceu e a previsão prematura da morte do Papa Paulo VI. Mas de outras vezes acertou, como foi o caso do nascimento de  primeiro filho de Pelé. O  astrólogo afirmou que iria ser menino, e os médicos diziam que seria menina e nasceu Kelly Cristina, uma menina.
Em 1977, com a saúde abalada, Omar Cardoso montou um estúdio em sua chácara, perto de Campinas, onde gravava seus programas de rádio, que estavam sendo transmitidos pela Rádio Bandeirantes. Mas ele morreu em 22 de novembro de 1978, de aneurisma cerebral, aos 57 anos de idade.

## Instituto
Antes de falecer, ele criou o Instituto Omar Cardoso e o trabalho continuou e até decuplicou, pois o instituto  usa os meios de comunicação de rádio, televisão,internet e mídia impressa, ou seja, jornais, revistas, etc.Sendo assim, a história do rádio  e da televisão, não pode jamais ser contada, sem que se cite o nome do grande Omar Cardoso.